# Renault Zoe
Renault Zoe er en elbil fra den franske bilfabrikant renault lanceret i 2012.
| Stub | Spire Denne bilrelaterede artikel er en spire som bør udbygges. Du er velkommen til at hjælpe Wikipedia ved at udvide den. |